# 荆西街道
荆西街道是中国福建省三明市三元区下辖的一个街道办事处。2020年6月，撤销城东乡，原城东乡的荆西、荆东村并入荆西街道。
辖区内有三明学院。

## 行政区划
荆西街道共辖2个社区和2个行政村，分别是：
荆西社区、荆东社区、荆西村和荆东村。